# Нова Деревня (Козловський район)
Нова Дере́вня (рос. Новая Деревня, чув. Çĕньял) — присілок у складі Козловського району Чувашії, Росія. Входить до складу Ємьоткінського сільського поселення.
Населення — 54 особи (2010; 68 у 2002).
Національний склад:
- чуваші — 96 %